# 23688 Josephjoachim
23688 Josephjoachim è un asteroide della fascia principale. Scoperto nel 1997, presenta un'orbita caratterizzata da un semiasse maggiore pari a 2,5758622 UA e da un'eccentricità di 0,1772507, inclinata di 14,53205° rispetto all'eclittica.